# Bertram Wulflam

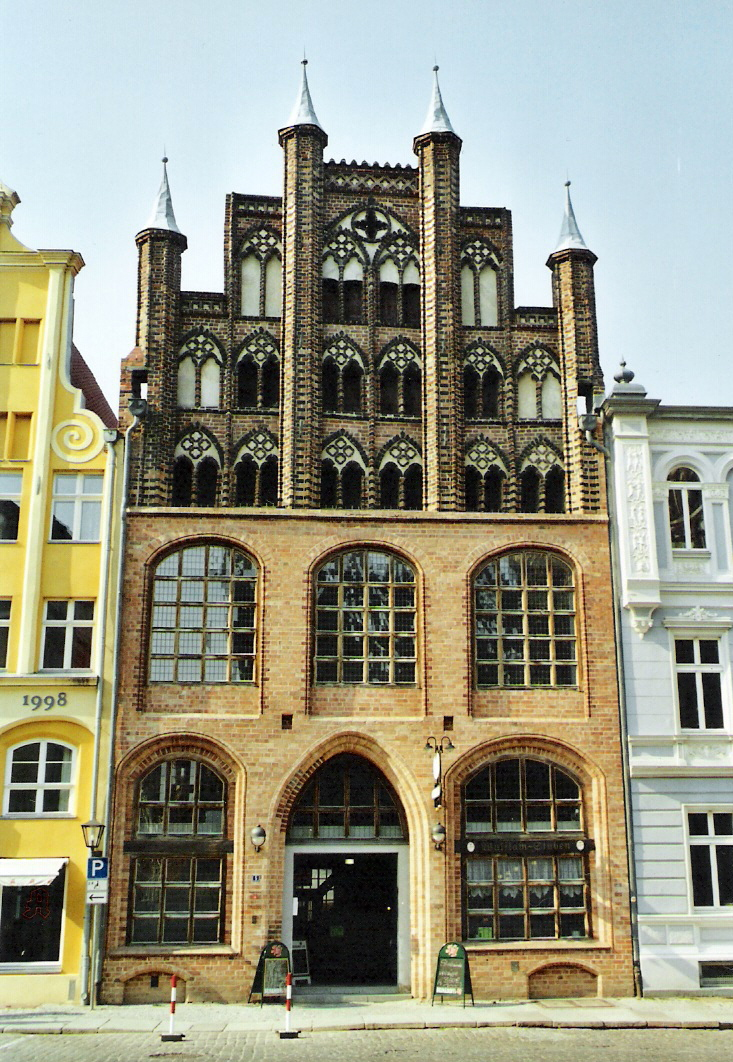
Wulflamhaus am Alten Markt, Stralsund

Bertram Wulflam (geboren Anfang des 14. Jahrhunderts in Stralsund; † 1393 in Lübeck) war von 1364 bis 1391 Bürgermeister von Stralsund.

## Leben
Bertram Wulflam entstammte der gleichnamigen Kaufmannsfamilie. Sein Vater, Hennecke Wulflam, war Tuchhändler. Nach dessen Tod 1324 wurde das Erbe auf die Brüder Nicolaus, Hermann, Bertram und Wulfhard aufgeteilt, wobei Bertram Wulflam und sein jüngerer Bruder Wulflam das Wulflamhaus genannte väterliche Haus am Alten Markt übernahmen und dort die Geschäfte des Vaters fortführten.
1362 wurde Bertram Wulflam in den Stralsunder Rat gewählt. Er gelangte aufgrund guter Geschäftsführung schnell zu großem Reichtum. Diesen nutzt er auch dazu, das Haus am Markt mit einem imposanten Giebel, ähnlich dem des gegenüberliegenden Stralsunder Rathauses, zu versehen. Auch richtete er einen großen Speisesaal mit Fenstern zum Alten Markt hin ein.
Sein diplomatisches Geschickt machte ihn schnell zu einem erfolgreichen Vertreter Stralsunds auf den Hansetagen und bei Verhandlungen mit Dänemark, einem mächtigen Feind der Hanse. Von 1361 bis 1370 nahm er als Vertreter Stralsunds an 33 Hansetagen teil.
1364 wurde er auch wegen seines diplomatischen Geschicks und seiner Art, das Ansehen Stralsunds innerhalb der Hanse zu festigen, zum Bürgermeister ernannt. Er machte Stralsund zum Zentrum der hansischen Bemühungen gegen Dänemark und war neben dem Lübecker Bürgermeister Pleskow im 14. Jahrhundert der bedeutendste Vertreter der Hanse. Unter seiner Leitung fanden Waffenstillstandsverhandlungen mit Dänemark auf den Hansetagen von 1364 bis 1365 in Rostock, Stralsund und Lübeck statt; er war der Wortführer der Hanse beim Frieden von Nyköbing am 22. November 1365. Nach dem vorhersehbaren Bruch der Vereinbarungen durch den dänischen König Waldemar Atterdag unternahm Wulflam große Anstrengungen für einen festeren Bund gegen den Dänenkönig. Es gelang ihm auf den Hansetagen in Lübeck und Rostock, die Städte enger zu verbünden und den Deutschen Orden als Verbündeten zu gewinnen. Die Gründung der Kölner Konföderation im November 1367 war auch sein Verdienst. Die Hanse gewann den Kampf gegen Waldemar und machte Stralsund zum Ort der Friedensverhandlungen, die am 24. Mai 1370 zum Frieden von Stralsund führten, in dessen Folge die Hanse zu ihrer mächtigsten Phase gelangte. 
Innenpolitisch unternahm er 1370 mit der Gewährung von Privilegien für das Amt der Gewandschneider, das fortan als bürgerschaftliche Vertretung an der Macht beteiligt wurde, geschickte Bemühungen gegen Revolten gegen den Rat, wie sie in anderen Hansestädten stattgefunden hatten.
Auch das Ansehen und der Reichtum Stralsunds waren durch Wulflams Verhandlungsführung gewachsen. Stralsund war um 1380 nach Lübeck die mächtigste und reichste Stadt der Hanse. Bertram Wulflam sicherte der dänischen Königin Margarethe und ihrem Sohn Olaf seine Unterstützung zu und konnte die Hanse nochmals auf diesen Kurs festlegen.
Aufgrund von sozialen Unruhen, die sich gegen den Rat der Stadt richteten, sowie begünstigt durch den erfolglosen, aber finanziell aufwendigen Einsatz seines Sohnes Wulf Wulflam gegen Piraten in den Jahren 1385 bis 1386 wurde Wulflams innenpolitische Macht geschwächt. Mit dem 1391 zum Bürgermeister gewählten Karsten Sarnow und dessen neuer Ratsverfassung nahm die Stimmung gegen Wulflams selbstherrliche Art zu. Als ihn der Rat der Stadt aufforderte, bis Juli 1391 Rechenschaft über die finanziellen Mittel der Stadt zu legen, verließ Bertram Wulflam mit seiner Familie und dem Leiter der Münze, Albert Gildehusen, heimlich die Stadt und nahm seinen Aufenthalt in Lübeck. Von dort richtete er auf den Hansetagen in Hamburg und Rostock Beschwerde gegen den Rat der Stadt Stralsund. Diesen Beschwerden gaben die Hansestädte statt; der Stadt Stralsund wurde die Verhansung angedroht, sofern sie nicht die Wulflams in ihren alten Stand einsetzen sollte. Anfang 1393 rief der Rat der Stadt daher Bertram Wulflam und seine Familie sowie Gildehusen zurück nach Stralsund. Der greise Bürgermeister erlebte die Rückkehr allerdings nicht mehr; er verstarb im Winter in Lübeck.
Sein Sohn Wulf Wulflam brachte seinen Vater im Sarg nach Stralsund und platzierte diesen Sarg auf dem angestammten Bürgermeisterstuhl. Anschließend wurde Wulflam in Stralsund beerdigt.